# Soneto 33
| «» Soneto 33 |
| --- |
| Full many a glorious morning have I seen Flatter the mountain tops with sovereign eye, Kissing with golden face the meadows green, Gilding pale streams with heavenly alchemy; Anon permit the basest clouds to ride With ugly rack on his celestial face, And from the forlorn world his visage hide, Stealing unseen to west with this disgrace: Even so my sun one early morn did shine, With all triumphant splendour on my brow; But out, alack, he was but one hour mine, The region cloud hath mask'd him from me now. Yet him for this my love no whit disdaineth; Suns of the world may stain when heaven's sun staineth. |
| –William Shakespeare |

Soneto 33 foi escrito por William Shakespeare e faz parte dos seus 154 sonetos. É o primeiro dos quais às vezes são chamados de sonetos estranhos (33-36): poemas preocupados com a resposta do eu-lírico a uma "falha sensual indeterminada" (35) cometida por sua amada.

## Traduções
Na tradução de Thereza Christina Rocque da Motta,
Já vi muitas manhãs gloriosas cobrirem
Os cumes das montanhas com o olhar soberano,
Beijando com a tez dourada o verde dos campos,
Colorindo pálidos córregos com a divina alquimia,
Não permitindo que as nuvens baixas vaguem
Com aspecto horrendo sobre a face celestial,
E do mundo distante esconder sua visagem,
Fugindo, despercebido, para o Oeste em desgraça.
Mesmo assim, meu sol brilhou cedo, um dia,
Em todo o seu esplendor triunfante sobre o cenho;
Porém, ó dor, ele apenas foi meu por uma hora –
As brumas encobriram-no totalmente agora.
Embora ele, por isso, desdenhe o meu amor;
Os sóis do mundo manterão a sua mácula.